# Ludwig Wilhelm Gilbert

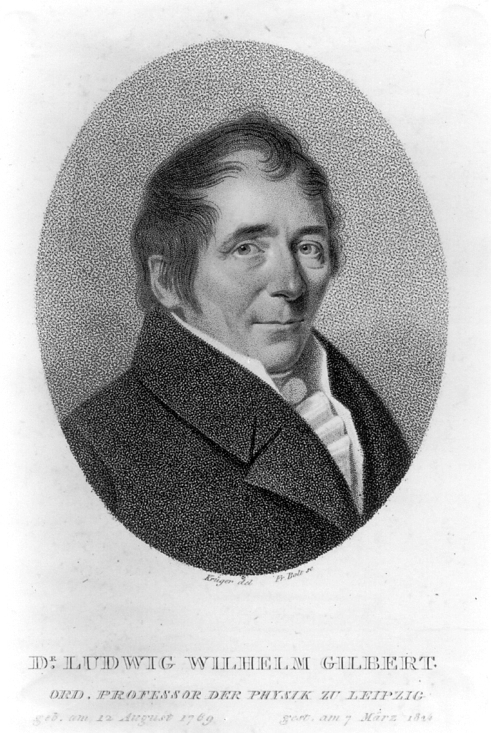
Ludwig Wilhelm Gilbert.

Ludwig Wilhelm Gilbert, född den 12 augusti 1769, död den 7 mars 1824, var en tysk fysiker och kemist.
Gilbert, som var professor i fysik i Leipzig, utgav 1799–1824 Annalen der Physik, varav Poggendorffs Annalen der Physik und Chemie utgör fortsättningen.